# Rennes School of Business
Rennes School of Business (École supérieure de commerce de Rennes) je europska poslovna škola s razvedenim kampusom smještenim u Rennesu. Osnovana 1990.
Rennes BS je Financial Times 2019. rangirao na 56. mjesto među europskim poslovnim školama.
Svi programi imaju trostruku akreditaciju međunarodnih udruga AMBA, EQUIS, i AACSB. Škola ima istaknute apsolvente u poslovnom svijetu i u politici.

## Vanjske poveznice
- Službena stranica